# Yuji Tsukada
Yuji Tsukada (塚田 雄二, Tsukada Yuji, Kofu, 28 december 1957) is een Japans voormalig voetballer die als middenvelder speelde en voetbaltrainer.

## Carrière
In 1976 ging Tsukada naar de Nippon Sport Science University, waar hij in het schoolteam voetbalde. Nadat hij in 1980 afstudeerde, ging Tsukada spelen voor Kofu SC, de voorloper van Ventforet Kofu. Tsukada beëindigde zijn spelersloopbaan in 1989.
In 1995 startte Tsukada zijn trainerscarrière bij Ventforet Kofu. Tussen 1995 en 1998 trainde hij Ventforet Kofu. Tsukada werd nadien opnieuw trainer van de Ventforet Kofu in 2000. In 2002 werd hij bij Cerezo Osaka assistent-trainer, onder trainer Akihiro Nishimura. In oktober 2003 nam hij het roer over van de opgestapte Nishimura als trainer. Tsukada werd nadien opnieuw trainer van de Cerezo Osaka in 2006.